# Andreas Nur
Andrey Andreas Nur, född den 7 januari 1983, är en svensk konstnär, fotograf, filmare och musikproducent baserad i Stockholm. Nur har ryska och eritreanska rötter men har växt upp i Sverige. Han intresserar sig för förhållandet mellan konst och maktstrukturer, och arbetar ofta med remixing som estetisk strategi. "Du kan remixa vad som helst, musik, en kultur, ett paket snabbnudlar" säger Nur.
Nur har studerat vid Universitetet Tsukuba i Japan och tog masterexamen på Kungliga Konsthögskolan i Stockholm 2017. Samma år fick han Hötorgsstipendiet och sedan dess samarbetar han med flera kollegor i konstnärskollektivet OUFF. Ett par år senare ställde Nur ut i grupputställningen Bachelor 2019 på Galleri Steinsland Berliner i Stockholm och 2021 visade han Remixing the future på Etnografiska museet tillsammans med Theresa Traore Dahlberg och Diana Agunbiade-Kolawole.